# NGC 3052
NGC 3052 ist eine Balken-Spiralgalaxie vom Hubble-Typ SBc mit ausgedehnten Sternentstehungsgebieten im Sternbild Hydra südlich der Ekliptik. Sie ist schätzungsweise 160 Millionen Lichtjahre von der Milchstraße entfernt und hat einen Durchmesser von etwa 100.000 Lichtjahren. Gemeinsam mit fünf weiteren Galaxien bildet sie die NGC 3091-Gruppe (LGG 186).
Im selben Himmelsareal befinden sich u. a. die Galaxien NGC 3045 und NGC 3076.
Das Objekt wurde am 7. Februar 1785 von Wilhelm Herschel entdeckt.